# أنطوني كيدمان
أنطوني ديفيد كيدمان (10 ديسمبر 1938 - 12 سبتمبر 2014)، هو عالم نفس وأكاديمي أسترالي. هو والد الممثلة نيكول كيدمان والصحفية أنطونيا كيدمان.

## وفاته
توفي بنوبة قلبية في 12 سبتمبر 2014 في سنغافورة، عن عمر يناهز 75 عامًا.

## الجوائز والتكريم
في عام 2005، حصل كيدمان على وسام أستراليا لمساهمته في علم النفس الإكلينيكي.